# La ladra (serie televisiva)
La ladra è una serie televisiva italiana, andata in onda in prima visione su Rai 1 nel 2010.

## Episodi
| Stagione       | Episodi | Prima TV |
| -------------- | ------- | -------- |
| Unica stagione | 12      | 2010     |

## Trama
Eva è una donna dalla doppia vita: di giorno proprietaria del ristorante Il frutto proibito ed apprezzata cuoca, rispettosa delle tradizioni della cucina italiana, e di notte ladra. Gli episodi ruotano intorno alla vita di Eva, del figlio adolescente Lorenzo, della cameriera Gina, della parrucchiera Lola e della farmacista Andreina. Eva e le tre amiche, di notte si trasformano in ladre che mettono a segno colpi per aiutare e vendicare coloro che hanno subito un'ingiustizia. Tra la professione di cuoca e l'attività di ladra, Eva si ritaglia uno spazio per l'amore: infatti, la protagonista vive una storia d'amore con Dante, cuoco che ha girato il mondo a bordo di yacht e che ora è cuoco nel suo ristorante (con idee un po' più innovative sulla cucina rispetto a quelle di Eva).

## Produzione
Questa serie fu concepita e sviluppata a fine 2008, poco dopo la conclusione della messa in onda in prima visione della terza stagione di Provaci ancora prof!, quando ormai si riteneva che non potessero più esserci ulteriori linee narrative per quella serie commedia gialla. Le due case di produzione – Endemol Italia e Rai Fiction – decisero quindi di occuparsi di questo progetto completamente nuovo e differente dal precedente.
A differenza della serie sulla prof, che era basata su opere letterarie, la serie La ladra è invece basata su un soggetto di serie del tutto originale, i cui autori sono Dido Castelli e Giovanna Gra.
La regia fu affidata a Francesco Vicario, particolarmente apprezzato dal pubblico perché era stato il regista del telefilm campione d'ascolti I Cesaroni.
Le riprese furono effettuate a Roma e durarono 24 settimane.
L'attrice che impersona il ruolo della protagonista, come nella serie precedente, è Veronica Pivetti, nel ruolo di una ladra «con la passione di Robin Hood e la destrezza di Arsenio Lupin», ruolo totalmente inedito per le fiction televisive di produzione italiana. La ladra è una serie girata interamente nel formato panoramico 16:9, come accadeva per molte fiction di quell'epoca.
Il ruolo di Dante, l'oggetto del desiderio della protagonista, è interpretato da Johannes Brandrup.
Ufficialmente è classificata come serie TV, anche se alcuni giornali come il Corriere della Sera usarono la definizione di miniserie televisiva.
La prima ed unica stagione de La ladra andò in onda in prima visione nel 2010. Dopo la conclusione, Rai ed Endemol decisero di non rinnovare la serie per una seconda stagione. Si scelse di rimettere nuovamente in produzione Provaci ancora prof, accantonando definitivamente il progetto de La ladra, serie che però verrà replicata molto frequentemente dal canale tematico Rai Premium durante gli anni 2010 e gli anni 2020.

## Personaggi e interpreti
- Eva Marsiglia, interpretata da Veronica Pivetti. Gestisce il ristorante Frutto Proibito. È madre di Lorenzo. Si innamora di Dante Mistretta. Da giovane lei e il suo fidanzato Max erano due ladri a livello internazionale la cui storia è finita quando Eva gli ha detto di essere incinta.
- Gina, interpretata da Daniela Terrieri: è la caposala del Frutto Proibito. Donna che si divide tra casa e lavoro essendo lei a mantenere la famiglia mentre il marito Sun poeta disoccupato. Dimostra di ricambiare l'attrazione che il commissario Caruso priva nei suoi confronti.
- Lola, interpretata da Micol Azzurro: è la parrucchiera del quartiere. Ha una relazione con un politico che lei chiama "Cicci" che è anche un uomo sposato. Nell'ultima puntata decide di lasciarlo.
- Andreina, interpretata da Lia Tanzi: è la farmacista del quartiere, ha un figlio che vive a Boston. Nell'ultima puntata quando viene a sapere che sta per diventare nonna decide di partire per Boston per aiutare il figlio con la gravidanza della fidanzata.
- Dante Mistretta, interpretato da Johannes Brandrup: è l'aiuto cuoco di Eva. Tra di loro si instaura una storia travagliata. In precedenza era cuoco sulle barche a vela.
- Lorenzo Marsiglia, interpretato da Alessio Chiodini: è il figlio di Eva, ha 17 anni. Fidanzato di Malù. Ha un bel rapporto con Dante che vede come la figura paterna che gli è mancata.
- Malù, interpretata da Ilaria de Laurentiis: è la fidanzata di Lorenzo. Frequenta il liceo artistico.
- Augusto, interpretato da Sergio Fiorentini: vecchio amico di Eva, le dà una mano per compiere i suoi colpi. Gestisce una piccola bottega di antiquariato e ha un gatto nero di nome Lupin.
- Ignazio Caruso, interpretato da Giancarlo Ratti: è un commissario di polizia cliente del Frutto Proibito. Si ritrova a indagare sui colpi che Eva e la sua banda organizzano ma senza mai collegarle ai fatti.
- Bashir, interpretato da Gabriele de Luca: cameriere del Frutto Proibito.
- Patty, interpretata da Margherita Vicario: è la cameriera del Frutto Proibito.
- Ferruccio, interpretato da Rocco Tommaso Cicarelli: è l'aiuto cuoco di Eva e Dante.
- Max, interpretato da Fabio Sartor: è l'ex fidanzato di Eva e padre di Lorenzo. Uomo affascinante, seducente e astuto, ha lasciato Eva quando gli ha detto di essere incinta, per poi tornare nell'ultima puntata dove ricatta Eva affinché lo aiuti con un colpo per poi essere raggirato da lei.